# Neasura rufescens
Neasura rufescens är en fjärilsart som beskrevs av Rothschild 1912. Neasura rufescens ingår i släktet Neasura och familjen björnspinnare. Inga underarter finns listade i Catalogue of Life.